# إريك سكيدلر
إريك سكيدلر (بالإنجليزية: Erich Schaedler)‏ مواليد 6 أغسطس 1949 في ساوث لانركشاير، اسكتلندا - الوفاة 24 ديسمبر 1985 في اسكتلندا، كان لاعب كرة قدم اسكتلندي كان يلعب كمدافع. سبق له أن لعب في كأس العالم لكرة القدم مع منتخب بلاده. لعب خلال مسيرته 435 مباراة سجل خلالها 4 أهداف.

## المسيرة الاحترافية

### أندية لعب لها
- نادي هيبرنيان
- نادي دندي
- نادي دمبرتون

## روابط خارجية
- إريك سكيدلر على موقع الاتحاد الدولي (مؤرشف)  (الإنجليزية)
- إريك سكيدلر على موقع الاتحاد الإسكتلندي (الإنجليزية)
- إريك سكيدلر على موقع ناشيونال فوتبول تيمز (الإنجليزية)